# Cazalis (Landy)
Cazalis – miejscowość i gmina we Francji, w regionie Nowa Akwitania, w departamencie Landy.
Według danych na rok 1990 gminę zamieszkiwały 132 osoby, a gęstość zaludnienia wynosiła 26 osób/km² (wśród 2290 gmin Akwitanii Cazalis plasuje się na 1044. miejscu pod względem liczby ludności, natomiast pod względem powierzchni na miejscu 1422.).